# DePatie-Freleng Enterprises
DePatie-Freleng Enterprises (a veces abreviado como DFE) fue una compañía que producía animación, estuvo activa entre 1963 y 1981.

## Historia
DFE fue fundado tras la clausura del departamento de animación de Warner Bros., Termite Terrace, por el veterano animador Isadore "Friz" Freleng y su compañero David Hudson DePatie. Muchos de los animadores que trabajaron para Warner en los años 1950 y 1960 fueron a trabajar para ellos. Su primer trabajo importante fueron los créditos de la primera película de La Pantera Rosa en 1963, que inspiró una serie basada en el personaje creado. Ganaron su único premio Oscar por The Pink Phink en 1964, y recibieron una nominación en 1966 por The Pink Blueprint.
DePatie-Freleng crearon más dibujos animados para cine y televisión. Entre sus trabajos están El Inspector (basado en el protagonista de las películas de La Pantera Rosa, el Inspector Clouseau), The Super 6, The Houndcats, Super President, Roland and Rattfink, The Ant and the Aardvark, Pancho y Rancho, The Blue Racer, Hoot Kloot, The Dogfather, Here Comes The Grump, The Adventures of Dr. Doolittle, The Barkleys, Bailey's Comets, Mister Tibu y Crazylegs Crane. El estudio también produjo innovadoras secuencias animadas para la serie de 1969-1970 My World and Welcome to It, basada en los dibujos de James Thurber. También creó en 1975 la serie animada Return to the Planet of the Apes.
Al igual que otras series cómicas animadas de la época, The Pink Panther Show contenía risas grabadas.
DFE fue uno de los subcontratistas de los dibujos animados de Warner Bros. en los años 1960, junto a Format Films. También produjeron especiales de televisión (los más importantes fueron unas adaptaciones de Dr. Seuss para la CBS), y junto a Hanna-Barbera Productions y Filmation fueron responsables de gran parte de la programación infantil de los años 1970 en Estados Unidos. Uno de los especiales de televisión fue The Bear Who Slept Through Christmas en 1972, con Tommy Smothers haciendo la voz del oso que descubría la Navidad (en el mundo humano) mientras sus compañeros hibernan.
En 1981, Freleng se retira. DePatie vendió la compañía a Marvel Comics, y continuó luego como parte de Marvel Productions. Marvel la vendió a Saban Entertainment a finales de los años 1990. Finalmente, en 2001, Haim Saban vende Fox Kids Worldwide y a su subsidiaria, Saban Entertainment, a The Walt Disney Company, por lo cual las obras de DePatie-Freleng (exceptuando las propiedades de la Warner y la franquicia de La Pantera Rosa que pertenece actualmente a MGM) son ahora propiedad de Disney.
En 2018 y continuando con el legado de la empresa, la casa productora mexicana Ánima Estudios lanza el largometraje de animación por computadora Ahí Viene Cascarrabias, la cual se basa en su emblemática y homónima serie realizando ciertos cambios a la historia poniéndolos en un contexto más moderno para las nuevas generaciones, así mismo se agregan personajes nuevos que aportan a la trama.